# إد بيركنز
إد بيركنز (بالفرنسية: Ed Perkins)‏ (و. 1953  م) هو رياضياتي كندي، هو عضوٌ في الجمعية الملكية.

## التعليم
تعلم في جامعة إلينوي في إربانا-شامبين.

## جوائز
حصل على جوائز منها:
- جائزة مركز الأبحاث الرياضياتية وفيلدز ومعهد المحيط الهادئ للعلوم الرياضية [الإنجليزية]‏ (2003)
- Coxeter–James Prize [الإنجليزية]‏ (1986)
- Rollo Davidson Prize [الإنجليزية]‏ (1983)
- زميل في الجمعية الملكية
- زمالة الجمعية الملكية الكندية.